# Columbia (Kalifornien)
Columbia (auch Columbia Diggings oder Hildreth’s Diggings) ist ein census-designated place (CDP) im Tuolumne County im US-Bundesstaat Kalifornien mit 2577 Einwohnern (Stand: 2020).
Die typische Goldgräberstadt wurde 1850 gegründet. Sie wurde zu einer der wichtigsten Städte im so genannten Gold Country Kaliforniens. Ein Teil der Stadt ist heute noch erhalten und als geschichtliches Denkmal ein „California State Park“. Columbia war in seinen Glanzzeiten die zweitgrößte Stadt Kaliforniens und stand sogar als Parlamentssitz zur Diskussion.
In drei großen Bränden, dem letzten 1854, brannte der Großteil der Stadt nieder und wurde mit Ziegeln und Eisenstrukturen wieder aufgebaut. Diese Konstruktionen stehen heute noch. So sind das Wells Fargo Express Office oder das historische Schulhaus im Originalzustand. Ab 1860 ging der Goldabbau stark zurück, dennoch wurde Columbia nie eine Geisterstadt. Die verbleibenden Bewohner erhielten die Gebäude, bis der Stadtkern 1945 zum Historischen Park erklärt wurde. Jeden zweiten Sonnabend im Monat öffnen die Geschäfte, fahren Postkutschen durch die Straßen und die Besucher können Gold waschen und im Saloon zünftig essen. Der Eintritt für Besucher ist frei.

## Söhne und Töchter
- Peter James Muldoon (1862–1927), römisch-katholischer Geistlicher, Bischof von Rockford